# We Are the Others
We Are the Others é o terceiro álbum de estúdio da banda holandesa de metal sinfônico Delain. Foi lançado no Benelux e na Alemanha em 1 de junho e no Reino Unido e na França em 4 de junho de 2012, pela CNR Music, que assumiu Delain quando Warner Music se recusou a liberar We Are the Others. O primeiro single, "Get the Devil Out of Me", foi lançado em 13 de abril. O segundo single "We Are the Others" e seu vídeo foi lançado em 11 de setembro de 2012.

## Antecedentes
Durante os shows de 2011, Delain estreou três novas músicas do álbum - "Manson" (que mais tarde foi renomeada para "Mother Machine"), "Get the Devil Out of Me" e "Milk and Honey". Em uma entrevista com Sonic Cathedral, a vocalista Charlotte Wessels, discutiu a inspiração que fez o caso Sophie Lancaster:
| “                                                          | "Eu me lembro quando ouvi pela primeira vez sobre isso ... não era sobre notícias holandesas, acabei de ouvir sobre isso por meio de redes de Internet e a cena gótica ... houve esse filme feito sobre ela, uma curta-metragem de cerca de quatro minutos. Eu vi, e eu só chorava. É tão incrivelmente triste! Depois de ver o filme, eu realmente não fiz nada com ele até que nós estávamos trabalhando em "We Are The Others". Mas a idéia básica das letras estava lá. Era suposto ser apenas uma canção sobre "Nós somos os outros" e um sentimento de união. Por um lado, ter orgulho de quem você é, se você desviar-se da norma da maneira que você se desvia da norma. Mas, por outro lado, é também um tipo de música para "outros". Nós só queríamos uma canção sobre a aceitação." | ” |
| — Charlotte Wessels, em entrevista para SonicCathedral.com | |   |

| Críticas profissionais | Críticas profissionais |
| Avaliações da crítica  | Avaliações da crítica  |
| Fonte                  | Avaliação              |
| ---------------------- | ---------------------- |
| Allmusic               | [ 2 ]                  |
| About.com              | [ 3 ]                  |
| Whiplash.net           | [ 4 ]                  |

Originalmente concebido para ser lançado no início de 2012, a data de lançamento do álbum era desconhecida devido à compra da Roadrunner Records pela Warner Music. No entanto, foi anunciado através de uma mensagem no Facebook na página oficial da banda que o álbum seria lançado em 1 de junho de 2012. O primeiro single foi, "Get The Devil Out Of Me", sendo lançado em 13 de abril de 2012. O segundo single do álbum foi anunciado como a faixa-título, "We Are the Others", e um vídeo da música foi filmado.

## Faixas do álbum
| Versão Padrão |                                                       |                                                            |         |  |
| N.º           | Título                                                | Compositor(es)                                             | Duração |  |
| 1.            | "Mother Machine"                                      | Martijn Westerholt, Charlotte Wessels, Guus Eikens, Tripod | 4:34    |  |
| 2.            | "Electricity"                                         | Westerholt, Wessels, Eikens, Tripod                        | 4:14    |  |
| 3.            | "We Are the Others"                                   | Westerholt, Wessels, Tripod                                | 3:17    |  |
| 4.            | "Milk and Honey"                                      | Westerholt, Wessels, Eikens, Tripod                        | 4:26    |  |
| 5.            | "Hit Me with Your Best Shot"                          | Westerholt, Wessels, Eikens, Tripod                        | 3:59    |  |
| 6.            | "I Want You"                                          | Wessels, Eikens, Tripod                                    | 4:52    |  |
| 7.            | "Where Is the Blood" (participação de Burton C. Bell) | Westerholt, Wessels, Eikens, Tripod                        | 3:16    |  |
| 8.            | "Generation Me"                                       | Westerholt, Wessels, Tripod                                | 3:43    |  |
| 9.            | "Babylon"                                             | Westerholt, Wessels, Eikens, Tripod                        | 4:06    |  |
| 10.           | "Are You Done with Me"                                | Wessels, Eikens, Tripod                                    | 3:05    |  |
| 11.           | "Get the Devil Out of Me"                             | Westerholt, Wessels, Eikens, Tripod                        | 3:21    |  |
| 12.           | "Not Enough"                                          | Westerholt, Wessels, Tripod                                | 4:43    |  |

| Faixas Bônus |                                                              |                     |         |  |
| N.º          | Título                                                       | Compositor(es)      | Duração |  |
| 13.          | "The Gathering" (Ao vivo, participação de Marco Hietala)     | Eikens              | 4:01    |  |
| 14.          | "Control the Storm" (Ao vivo, participação de Marco Hietala) | Eikens, Wessels     | 4:14    |  |
| 15.          | "Shattered" (Ao vivo)                                        | Westerholt          | 4:20    |  |
| 16.          | "Sleepwalker's Dream" (Ao vivo)                              | Westerholt, Wessels | 4:33    |  |

| Faixa bônus da versão Japonesa |                         |                     |         |  |
| N.º                            | Título                  | Compositor(es)      | Duração |  |
| 17.                            | "Come Closer" (Ao vivo) | Westerholt, Wessels |         |  |

## Paradas musicais
| Paradas                                  | Posições |
| ---------------------------------------- | -------- |
| Países Baixos (Dutch Albums Chart)       | 4        |
| Países Baixos (Dutch Alternative Top 30) | 1        |
| Bélgica (Valônia)                        | 99       |
| Bélgica (Flanders)                       | 82       |
| Reino Unido (UK Albums Chart)            | 75       |
| Reino Unido (UK Rock Chart)              | 3        |
| Suiça (Swiss Albums Chart)               | 43       |
| Alemanha (German Albums Chart)           | 77       |
| França (French Albums Chart)             | 81       |
| Japão (Japanese Albums Chart)            | 221      |
| Estados Unidos (Heatseeker Albums)       | 23       |

## Músicos

### Integrantes
- Charlotte Wessels - vocais
- Martijn Westerholt - teclado
- Sander Zoer - bateria
- Timo Somers - guitarra
- Otto Schimmelpenninck van der Oije - baixo

### Músicos convidados
- Oliver Philipps - Guitarra Adicional
- Henka Johansson - bateria adicional
- Burton C. Bell - vocais em "Where Is the Blood"
- Anders Wikström - backing vocals
- Guus Eikens - guitarra adicional

### Produção
- TriPod (Jacob Hellner, Fredrik Thomander, Anders Wikström) - produtores, mixagem
- Tom van Heesch - Engenheiro, mixagem
- Ulf Kruckenberg - Engenheiro
- Svante Forsbäch - masterização